# Oswaldella elongata
Oswaldella elongata is een hydroïdpoliep uit de familie Kirchenpaueriidae. De poliep komt uit het geslacht Oswaldella. Oswaldella elongata werd in 1995 voor het eerst wetenschappelijk beschreven door Peña Cantero, García Carrascosa & Vervoort. 